# Ngwate
Ngwate ou Ngouate est un village de la région du Centre du Cameroun, situé dans la commune de Makak. 

## Population et développement
En 1962, la population de Ngwate était de 352 habitants. La population de Ngwate est de 442 habitants lors du recensement de 2005. La population est constituée pour l’essentiel de Bassa.  